# 海卫六
海卫六(S/1989 N 4, Galatea)是环绕海王星运行的一颗卫星，以希臘神話中涅瑞伊得斯之一的伽拉忒亞命名。

## 概述
由航海家2號於1989年7月底所觀測到，並於同年的8月2日公開成果；並給予S/1989 N 4的暫時編號，但公開內容僅有5天內所拍攝到的10張照片。

## 表面特徵
海衛六是從海王星內側算來第四顆衛星，表面十分的凹凸不平；但是根據觀察結果顯示，似乎並不是因為地質運動所造成的。可能的造成原因是因為海王星捕獲海衛一時，海衛一初期軌道的干擾；使衛星的碎片再度結合在一起，而形成海衛六的。
由於海衛六十分靠近海王星，受潮汐力的影響；持續靠近海王星，未來有可能因為小於洛希極限而墜毀於海王星大氣或是形成一個環。